# Oblęgorek
Oblęgorek ist ein Dorf sowie Schulzenamt der Landgemeinde Strawczyn im Powiat Kielecki der Woiwodschaft Heiligkreuz in Polen.

## Geographie

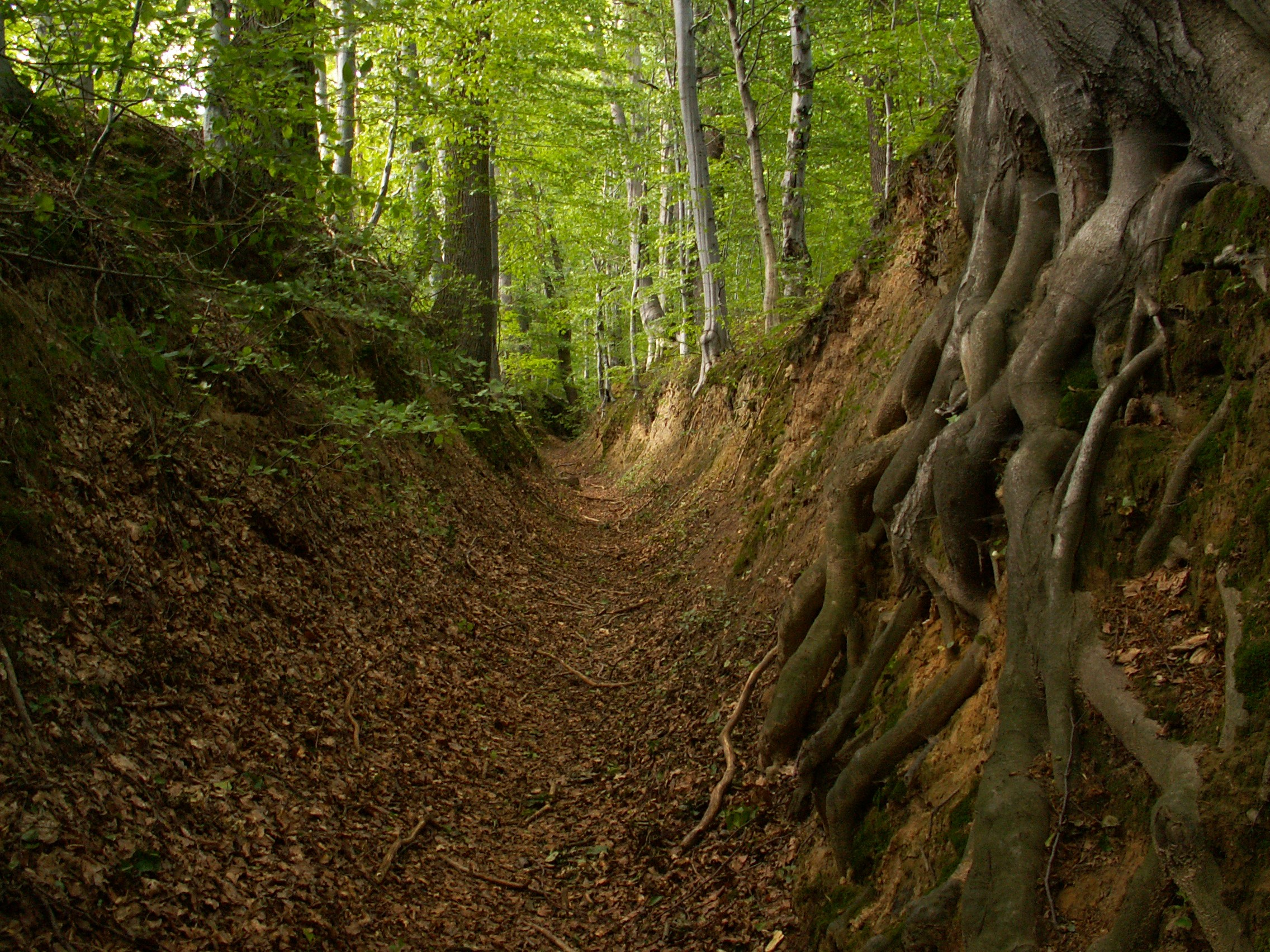
Erosionsrinne im Schutzgebiet

Das Dorf liegt im Westteil der Woiwodschaft. Die Großstadt Kielce liegt zwölf Kilometer südöstlich, die Kleinstadt Piekoszów acht Kilometer südlich und Warschau etwa 150 Kilometer nördlich. Nachbarorte sind Oblęgór im Westen, Podgace im Nordwesten, Porzecze im Osten, Bugaj im Südosten, Chełmce im Süden sowie Strawczynek im Südwesten. Zum Dorf und Schulzenamt gehören die Ortsteile Góry, Kamionka, Korzeniec, Łany, Leśne Łąki, Pętaki, Podlesie, Podpępice und Stara Wieś.
Im Norden der Gemarkung erhebt sich die Barania Góra mit 427 m n.p.m. Höhe. Das Naturschutzgebiet Barania Góra hat eine Fläche von 82 Hektar und wurde im Februar 1994 ausgewiesen. Charakteristisch sind die Erosionsrinnen. Es ist Teil des Landschaftsschutzparks Suchedniów-Oblęgorek mit 199 km² Fläche, der den größten Waldkomplex im Heiligkreuzgebirge umfasst. Der Hauptwanderweg Główny Szlak Świętokrzyski führt über die Barania Góra, er wurde auch nach Edmund Massalski benannt.

## Geschichte
Im Nachbarort Chełmce wurden Funde aus der Alt- sowie aus der späten Jungsteinzeit gemacht. Dieses Dorf ist auch im 12. Jahrhundert nachgewiesen und war um 1340 Pfarrort mit einem Einzugsgebiet von 97 km².
Nach den Teilungen Polens wurde die Region 1795 Teil des Habsburgerreiches und 1809 Teil des Großherzogtums Warschau. Von 1815 bis zur Zeit des Ersten Weltkriegs gehörte diese zu Kongresspolen bzw. später zu Russisch-Polen. Die Region kam 1816 zum Powiat Szydłowiecki im Obwód Opoczyński (mit Sitz in Końskie) in der Woiwodschaft Sandomierz. Nach der Niederschlagung des Kościuszko-Aufstands 1794 versteckten sich Offiziere in der Region. Auf den Novemberaufstand von 1830/1831 folgten russische Repressionen. In der Folge wurden 1837 die Woiwodschaften abgeschafft und das russische Gouvernement eingeführt. Im Januaraufstand 1863/1864 zogen Gruppen von Aufständischen durch Oblęgór und in der Region wurden Bauern rekrutiert.
Im Ersten Weltkrieg kamen im August 1914 Piłsudskis Freischärler in die Region und österreichische Truppen griffen russische Stellungen an. In den folgenden Jahren blieb die Lage friedlich. Oblęgorek gehörte ab 1919 zur Landgemeinde Niewachlów in der Woiwodschaft Kielce.
Die Zeit der Zweiten Republik wurde 1939 durch den Überfall auf Polen beendet. Im Herbst 1939 waren Kämpfer der Widerstandsbewegung Major „Hubals“ in Oblęgorek und Promnik untergebracht. Einwohner beteiligten sich ebenfalls aktiv an der Organisation, der Förster wurde wegen versteckter Waffen hingerichtet. Viele Einwohner wurden zur Zwangsarbeit in die Landwirtschaft und Industrie des Dritten Reichs deportiert, andere kamen in Lages des Baudienstes. Der Zweite Weltkrieg war beendet, nachdem die Rote Armee Mitte Januar 1945 in der Region einmarschierte.
Von 1975 bis 1998 gehörte die Region zur Woiwodschaft Kielce, der Powiat war in dieser Zeit aufgelöst. Die Einwohnerzahl von Oblęgorek stieg von 918 in 1998, über 1015 in 2002 auf 1144 in 2021. Im Jahr 2023 gab es im Dorf einen Kindergarten mit 25 Kindern. Die Grundschule besuchten im selben Jahr 83 Schüler in acht Klassen.

## Kultur und Bildung

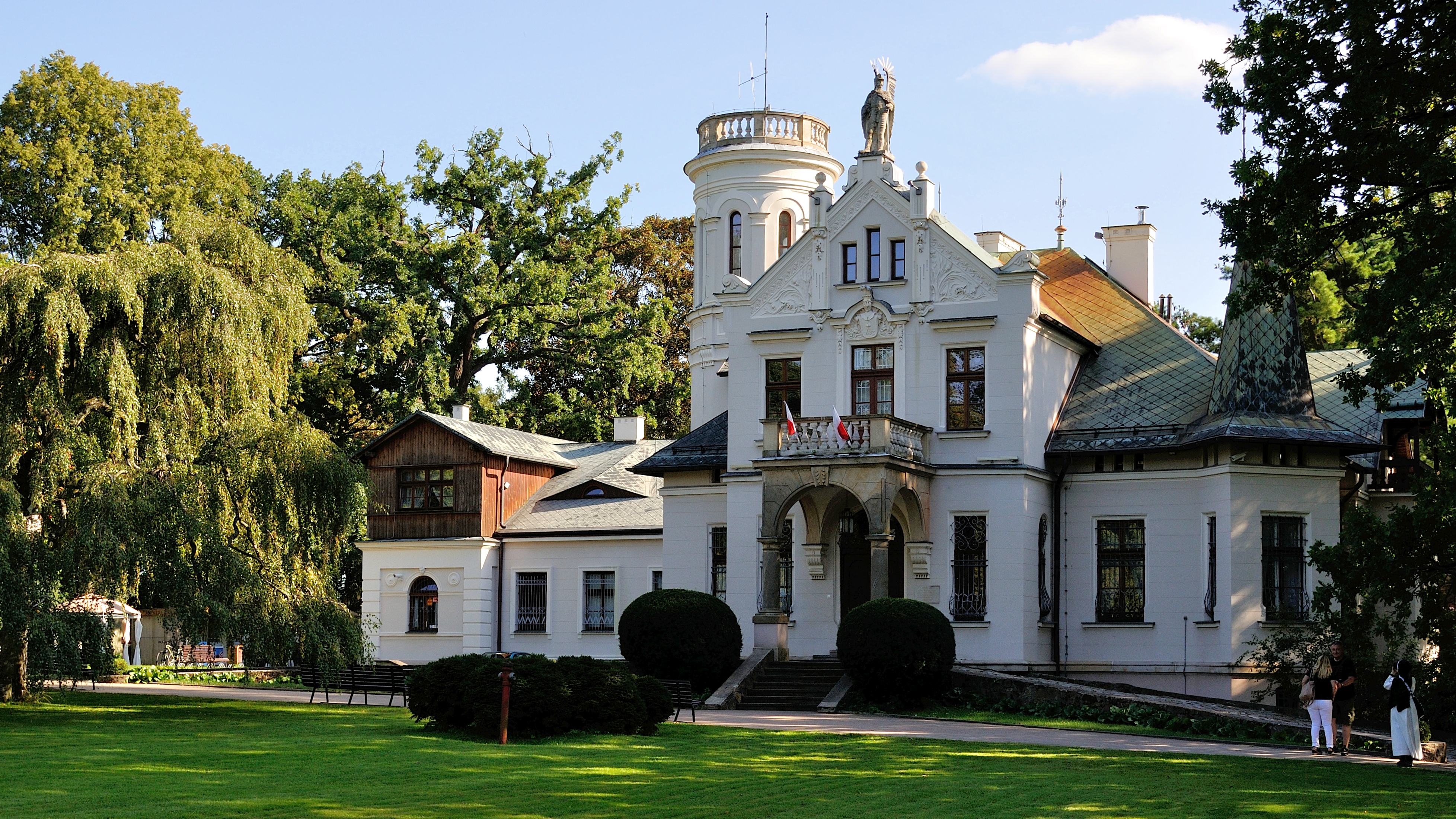
Henryk-Sienkiewicz-Museum, 2018

Die polnische Nation schenkte dem Schriftsteller Henryk Sienkiewicz 1900 ein Landhaus in Oblęgorek. Fünf Jahre später erhielt er den Nobelpreis für Literatur. Mit dem umgebenden Park aus dem 19. und 20. Jahrhundert steht das Gebäude unter Denkmalschutz und beherbergt heute ein bedeutendes Sienkiewicz-Museum. Im Jubiläumsjahr 2016 hatte das Museum nahezu 94.500 nahezu 94.500 Besucher.
Ein Dorftheater wurde 1979 gegründet. Die Premiere fand im Februar 1980 mit Jerzy Jesionowskis Stück „Wuj z Ameryki“ (Onkel aus Amerika) statt.
Die Grundschule hatte 2023 222 Schüler in 13 Klassen, die Sekundarstufe I besuchten 126 Schüler in 6 Klassen.

## Verkehr
Die Woiwodschaftsstraße DW748 verläuft südlich der Gemarkungsgrenze, sie führt über die Landesstraße DK74 zur Schnellstraße S7.
An der Bahnstrecke von Kielce nach Częstochowa (deutsch Tschenstochau) bestehen Bahnhöfe in Kielce und Piekoszów.
Der nächstgelegene internationale Flughafen ist Krakau-Balice in 90 Kilometer Entfernung. Der kleinere Flughafen Warschau-Radom liegt in ähnlicher Entfernung.

## Persönlichkeiten
- Henryk Sienkiewicz (1846–1916), Schriftsteller und Nobelpreisträger; verbrachte hier seine Sommerferien.